# West Bloomfield (Nowy Jork)
West Bloomfield – miasto w Stanach Zjednoczonych, w stanie Nowy Jork, w hrabstwie Ontario.